# Schlacht von Paštrik
Die Schlacht von Paštrik oder Operation Arrow im Mai und Juni 1999 war eine zweiwöchige Konfrontation zwischen der Befreiungsarmee des Kosovo (UÇK) mit Luftunterstützung durch die NATO und der Armee der Bundesrepublik Jugoslawien während des Kosovo-Kriegs. Laut Agim Çeku war das Ziel der Operation, die Kontrolle über den Berg Paštrik zu erlangen. Laut westlichen Quellen war das Ziel der UÇK, die Kontrolle über die Straßenverbindung zwischen den Städten Peć und Prizren und damit über den Südwesten des Kosovo zu gewinnen.
Den UÇK-Kämpfern gelang es, den Berg Paštrik und mehrere Dörfer am westlichen Rand des Weißen Drin zu erobern, jedoch schafften sie es nicht, den Weißen Drin zu überqueren und somit die jugoslawischen Stellungen zu beseitigen. Die UÇK übernahm die Dörfer Planeja, Bucare und Ljumbarda sowie den nordwestlichen Teil der Stadt Prizren. Trotz starker NATO-Luftunterstützung hielt die jugoslawische Armee die Linie am Weißen Drin, wo sie provisorische Brücken bauten, um ihre Versorgungslinien, unterstützt von schweren Mörsern und Artillerie, aufrechtzuerhalten. Eine Gegenoffensive der jugoslawischen Armee wurde durch NATO-Luftangriffe gestoppt. Laut Wesley Clark war es „äusserst wichtig“ den Berg zu halten.
 Die Schlacht gilt als einer der wichtigsten Faktoren bei der Entscheidung von Slobodan Milošević, den Vertrag von Kumanovo zu unterzeichnen. Ursprünglich gab die NATO die Zahl der gegnerischen Verluste mit „hunderte“ an, allerdings konnten später keine Anzeichen für derart hohe Veruste festgestellt werden, und nach NATO-Einschätzung hätten die jugoslawischen Truppen noch Wochen oder sogar Monate durchhalten können. Als Grund für das jugoslawische Einlenken wird heute weniger die Schlacht am Paštrik als vielmehr die Befürchtung einer bevorstehenden NATO-Bodenoffensive gesehen.